# Större dvärgmaki
Större dvärgmaki (Cheirogaleus major) är en däggdjursart som beskrevs av É. Geoffroy Saint-Hilaire 1812. Cheirogaleus major ingår i släktet Cheirogaleus och familjen muslemurer. IUCN kategoriserar arten globalt som livskraftig. Inga underarter finns listade.

## Utseende
Arten når en kroppslängd (huvud och bål) av 17 till 26 cm och en svanslängd av 19 till 31 cm. Vikten varierar mycket mellan årstiderna. Individerna kan vara 170 till 600 g tunga. Den tjocka pälsen har på ovansidan en gråbrun till rödbrun färg och undersidan är ljusare. Kring ögonen förekommer mörka ringar. De små öronen är täckta av några korta hår.

## Utbredning och habitat
Denna primat förekommer huvudsakligen på östra Madagaskar och dessutom finns två avskilda populationer på västra Madagaskar. I bergstrakter når arten 1800 meter över havet. Habitatet utgörs av olika slags skogar.

## Ekologi
Liksom andra arter av samma släkte är större dvärgmaki aktiv på natten. Den äter främst frukter, blommor och nektar samt några insekter och ibland mindre ryggradsdjur som grodor, småfåglar och små däggdjur. Arten är inte högljudd men den har olika läten. Ungar har ett gnisslande läte när modern kommer till boet. En vissling används troligen som kontakt över längre avstånd eller kanske för att markera reviret. Dvärgmakin grymtar för att varna en fiende.
Flockar av upp till tre vuxna individer och deras ungar vilar tillsammans i trädens håligheter eller i andra gömställen. Större dvärgmaki sparar fett i svansen innan den mellan oktober och november går i ide. Efteråt sker parningen och efter cirka 70 dagar dräktighet föder honan upp till tre ungar.
Före ungarnas födelse bygger honan ett nästa av kvistar och blad. Boet placeras i träd ungefär 6 till 12 meter över marken. De nyfödda lemurerna har redan päls och öppna ögon. Ungarna diar sin mor cirka 45 dagar och 10 till 14 månader efter födelsen blir de könsmogna.
Större dvärgmaki jagas av ormar som Sanzinia madagascariensis samt av ringsvansmangust (Galidia elegans).